# Мари Фредриксон
Мари Фредриксон, с пълно име Гун-Мари Фредриксон (на шведски: Gun-Marie Fredriksson), е шведска певица, композиторка, авторка на песни, член на дуото „Роксет“.
За първи път се среща с Пер Гесле – бъдещия си партньор в дуото, в родния му град Халмщад през лятото на 1977 г.